# Spider-Man: India
Spider-Man: India è una serie a fumetti Marvel pubblicata in India da Gotham Entertainment Group nel 2004, che racconta la storia di Spider-Man della Marvel Comics in un'ambientazione indiana. Ha avuto quattro numeri, che sono stati poi pubblicati anche negli Stati Uniti nel 2005 e raccolti in un tascabile commerciale. La serie è stata creata da Sharad Devarajan, Suresh Seetharaman e Jeevan J. Kang con la Marvel Comics. Il personaggio titolare di Pavitr Prabhakar / Spider-Man ha fatto il suo debutto cinematografico nel lungometraggio del 2023 Spider-Man: Across the Spider-Verse doppiato da Karan Soni, raffigurato come un membro della Spider-Society di Miguel O'Hara.

## Trama
Pavitr Prabhakar, un semplice ragazzo indiano di un villaggio sperduto, si trasferisce a Mumbai con la zia Maya e lo zio Bhim per studiare dopo aver ottenuto mezza borsa di studio. I suoi genitori sono morti alcuni anni fa. Gli altri studenti della sua nuova scuola lo prendono in giro e lo colpiscono per la sua natura studiosa e il suo background nel villaggio. Sa che suo zio Bhim sta lottando per mantenere lui e sua zia Maya e pagare le tasse scolastiche. Solo Meera Jain, una ragazza popolare della sua scuola, fa amicizia con lui. Nel frattempo, un signore del crimine locale di nome Nalin Oberoi usa un amuleto per eseguire un antico rituale in cui viene posseduto da un demone impegnato ad aprire un cancello per altri demoni per invadere la Terra. Mentre viene inseguito dai bulli, Pavitr Prabhakar incontra un antico yogi che gli concede i poteri di un ragno, al fine di combattere il male che minaccia il mondo. Mentre scopre i suoi poteri, Pavitr Prabhakar si rifiuta di aiutare una donna che viene attaccata da diversi uomini. Lascia il posto, ma ritorna quando sente suo zio gridare e scopre che è stato ucciso. Scopre che Bhim è stato accoltellato mentre cercava di aiutare la donna. Pavitr Prabhakar capisce che da un grande potere derivano grandi responsabilità, e giura di usare i suoi poteri per il bene degli altri.
Nalin Oberoi diventa brevemente di nuovo umano e trasforma un mite dottore in un demone con quattro tentacoli magici (la versione indiana del Dottor Octopus), e lo manda ad uccidere Spider-Man, come istruito dalle voci demoniache. Doc Ock fallisce e Spider-Man fa il suo debutto pubblico come eroe. Tuttavia, è etichettato come una minaccia dai giornali.
Oberoi rapisce la zia di Pavitr Prabhakar, portandola in una raffineria fuori Mumbai. Lì tradisce il Dottor Octopus, facendolo esplodere nell'oceano con un raggio. Spider-Man arriva e combatte contro Oberoi, che ha anche rapito Meera. Lascia cadere sia Maya che Meera dalla cima della raffineria. Spider-Man si tuffa per sua zia, ma non riesce a salvare Meera, che viene salvata dal Dottor Octopus. Pavitr rivela la sua identità a Meera e le chiede di portare sua zia in salvo.
Oberoi si sbarazza del Dottor Octopus per sempre e tocca Spider-Man con l'amuleto. Una creatura simile a Venom emerge dall'amuleto e cerca di attirare Spider-Man nel lato oscuro. Pavitr ricorda il detto di suo zio sulla responsabilità e rifiuta il male. Così facendo, il legame tra i demoni e Oberoi viene infranto, e lui diventa di nuovo umano. L'Uomo Ragno getta l'amuleto nell'oceano e Oberoi viene mandato in un istituto psichiatrico.
Alla fine la pace viene ripristinata a Mumbai. Pavitr Prabhakar inizia una storia d'amore con Meera, e viene mostrato mentre celebra la festa Diwali con sua zia. La storia termina con una citazione dalla Bhagavad Gita, che mostra il Demone-Veleno ancora vivo.

## Parallelismi con Spider-Man
L'alter ego di Spider-Man nel fumetto si chiama Pavitr Prabhakar, una distorsione fonetica di Peter Parker. Ci sono una serie di altri parallelismi con i personaggi originali dei fumetti:
- Meera Jain - analoga a Mary Jane Watson
- Zia Maya – analoga a Zia May
- Zio Bhim - analogo a Zio Ben
- Hari Oberoi – analogo a Harry Osborn
- Nalin Oberoi - analogo a Norman Osborn, un boss del crimine locale e padre di Hari Oberoi, che si trasforma in un demone che ricorda l'Ultimate Green Goblin
- Aadi – analogo a Eddie Brock/Venom
- Dottor Octopus - un medico mite che Nalin Oberoi trasforma in un demone con quattro tentacoli magici

## Apparizioni successive nei fumetti
Durante la trama dello Spider-Verse che presentava Spider-Man provenienti da varie realtà alternative, Pavitr Prabhakar è stato visto combattere un misterioso nuovo cattivo di nome Karn, che ha scambiato per un demone. Superior Spider-Man (la mente del Dottor Octopus nel corpo di Peter Parker) riuscì a salvarlo e lo reclutò nel suo esercito di ragni. Nel secondo volume di Spider-Verse ambientato durante l'evento Secret Wars, Pavitr Prabhakar si ritrovò nel dominio del Battleworld chiamato Arachnia, dove si alleò con Spider-Gwen, Spider-Ham, Spider-Man Noir, Spider-UK e Anya Corazon, anche se nessuno di loro ricordava il loro precedente incontro durante lo Spider-Verse originale.
Dopo la conclusione di Secret Wars, la squadra di sei Spider che si è formata durante l'evento cambierà nome e sarà protagonista di una nuova serie in corso chiamata Web Warriors, un nome che è stato coniato da Peter Parker dalla serie TV Ultimate Spider-Man durante lo Spider-Verse originale.

## Altri media
- Pavitr Prabhakar / Spider-Man era un personaggio giocabile nel videogioco Spider-Man Unlimited.
- Pavitr Prabhakar / Spider-Man appare in Spider-Man: Across the Spider-Verse, in cui è doppiato da Karan Soni in lingua originale e da Flavio Aquilone in italiano. Questa versione del personaggio fa parte della Spider-Society guidata da Miguel O'Hara / Spider-Man 2099.